# Славичек, Ян
Ян Славичек (чеш. Jan Slavíček; 22 января 1900 — 5 апреля 1970) — чешский художник, сын художника Антонина Славичека и брат кинематографиста Юри Славичека.

## Биография
Он учился в Академии изящных искусств у профа Яна Прейслера, Вратислава Нехлебы, Макса Швабинского и Отакара Неедлевского (1916-1925).
С 1922 года он был членом СВУ Манес. Он совершил ряд учебных поездок во Францию (включая Корсику), Италию, Испанию, Англию, Грецию, СССР и Югославию.
В 1937-1970 годах жил в задней части Горзанского дворца на Градчанах, из окна своей студии рисовал свои знаменитые свободных по манере пейзажных композиций («Зимняя Прага», 1944-46, «Героическая Прага», 1953, — обе в Национальной галерее, Прага), натюрмортов.

## Признание
- 1953 лауреат Государственной премии Клемента Готвальда

- 1967 Национальный художник

Во всех тематических областях он вышел – в натюрморте, в пейзажной живописи и пражских взглядах-из преждевременной (40 лет) закрытой работы своего отца. В ранний период  но нашел свой собственный стиль живописного выражения, основанный на реализме. Ландшафтные мотивы выбирали с любовью от Орлицких гор, края вокруг Орлицкой рыбной, куда он ездил в детстве.